# Siêu ngốc gặp nhau
Siêu ngốc gặp nhau (tiếng Anh: Dumb and Dumber To) là một bộ phim điện ảnh hài hước của Mỹ năm 2014 do Bobby và Peter Farrelly đồng đạo diễn và viết kịch bản. Đây là phần thứ ba trong loạt phim Dumb and Dumber và phần tiếp theo của bộ phim 1994 Dumb and Dumber. Phim có sự tham gia của Jim Carrey và Jeff Daniels tái hợp vai diễn của họ 20 năm sau những sự kiện chính của phần đầu, đồng thời còn có sự góp mặt của Rob Riggle, Laurie Holden và Kathleen Turner. Phim tiếp tục câu chuyện của hai anh chàng Lloyd Christmas (Carrey) và Harry Dunne (Daniels), hai hai chàng ngốc hài hước nhưng tốt bụng. Họ lên đường đi xuyên quốc lộ để tìm con gái của Harry hiện đã được nhận nuôi.
Lần đầu thông báo vào tháng 10 năm 2011, Siêu ngốc gặp nhau đã trải qua giai đoạn tiền kì hỗn loạn, bao gồm tại một thời điểm, Carrey rút khỏi dự án và hãng Warner Bros. từ chối phân phối phim. Dự án cuối cùng được Red Granite Pictures nhận vào năm 2013 và phim bắt đầu quay vào mùa thu năm đó. Sau khi Universal Pictures công chiếu phim vào ngày 14 tháng 11 năm 2014, Siêu ngốc gặp nhau bị các nhà phê bình chỉ trích tiêu cực. Tuy nhiên doanh thu phòng vé của phim vẫn thành công khi thu về $36.1 triệu trong tuần đầu ra rạp và tổng doanh thu là $169 triệu. Phim khởi chiếu tại Việt Nam ngày 21 tháng 11 năm 2014.